# Gunung Suket
Gunung Suket är ett berg i Indonesien.   Det ligger i provinsen Jawa Timur, i den sydvästra delen av landet, 800 km öster om huvudstaden Jakarta. Toppen på Gunung Suket är 2 934 meter över havet, eller 329 meter över den omgivande terrängen. Bredden vid basen är 2,4 km. Gunung Suket ingår i Gunung Raung.
Terrängen runt Gunung Suket är kuperad åt nordost, men åt sydväst är den bergig. Runt Gunung Suket är det ganska tätbefolkat, med 172 invånare per kvadratkilometer. I omgivningarna runt Gunung Suket växer i huvudsak städsegrön lövskog.